# 兜被兰
兜被兰（学名：Neottianthe pseudodiphylax）为兰科兜被兰属下的一个种。

## 扩展阅读
維基物種上的相關：兜被兰